# Prepops bivittis
Prepops bivittis är en insektsart som först beskrevs av Carl Stål 1862.  Prepops bivittis ingår i släktet Prepops och familjen ängsskinnbaggar.

## Underarter
Arten delas in i följande underarter:
- P. b. bivittis
- P. b. evittatus